# (100201) 1994 FD
1994 أف دي (ويعرف أيضًا باسم (100201) 1994 أف دي وفق تسمية الكوكب الصغير) (بالإنجليزية: 1994 FD)‏ هو كويكب ضمن حزام الكويكبات؛ وترتيبه 100201 من حيث الاكتشاف.
اكتُشف هذا الجُرم الفلكي بواسطة روبرت إتش ماكنوت في 19 مارس 1994.

## وصلات خارجية
- (100201) 1994 FD في قاعدة بيانات مختبر الدفع النفاث لأجرام النظام الشمسي الصغيرة

- الاكتشاف · مخطط المدار ·  العناصر المدارية · المعلمات المادية

- (100201) 1994 FD على موقع ويكي سكاي: DSS2, SDSS, GALEX, IRAS, Hydrogen α, X-Ray, Astrophoto, Sky Map, Articles and images